# Via Novaria-Comum
La via Novaria-Comum (it. via Novara-Como) era una strada romana situata nella regio XI Transpadana che metteva in comunicazione i municipia di Novaria (Novara) e Comum (Como) passando per Sibrium (Castel Seprio).
Nella bibliografia accademica la strada è talvolta citata come via Novaria-Sibrium-Comum o anche come via Comum-Novaria.

## Storia
Numerose fonti, sia antiche che medioevali, citano l'esistenza di questa via e sono state proposte diverse ipotesi sul suo possibile tracciato ma la mancanza di significativi ritrovamenti archeologici e l'assenza di riscontri toponomastici non consente di individuarne il percorso preciso. Il tracciato originario della via romana passava da Castel Seprio, borgo che era stato fortificato nel tardo-antico perché importante snodo delle vie di comunicazione dell'Alto Milanese. È probabile che la via venne abbandonata dopo il 1287 in seguito alla distruzione del borgo ad opera di Ottone Visconti.
In alternativa ad essa vennero usate altre vie che passavano più a sud della strada originaria, ma anche di queste non esistono riscontri sufficienti a ricostruirne il percorso preciso, anche se sembra certo il loro passaggio per Turbigo e Gallarate. La strada medioevale ricalcherebbe quindi parzialmente il percorso della moderna strada statale 341 Gallaratese.

## Percorso
Secondo una delle ipotesi proposte la strada romana da Novaria (Novara), dove incrociava la via delle Gallie, si sarebbe diretta verso Olegium Carulfum (Oleggio), Castrum Novatum (Castelnovate), attraversando poi Summa (Somma Lombardo, dove incrociava la via Mediolanum-Verbannus), Arsagum (Arsago Seprio), Besenzatum (Besnate), Aliaragum (Ierago), Solbiatum (Solbiate Arno), Carnagum (Carnago), Castrum Sibrium (Castel Seprio), Venegonum (Venegono Inferiore, dove incrociava la via Mediolanum-Bilitio), Binagum (Binago), Olgeatum (Olgiate Comasco) e infine Comum (Como), dove incrociava la via Regina, o, in alternativa, da Castel Seprio a Tradatum (Tradate, dove incrociava la via Mediolanum-Bilitio), Aplanum (Appiano Gentile), e infine ancora Olgiate Comasco e Como.
Un'altra ipotesi, riferita a un percorso medievale più a sud dell'antico, ipotizza che da Novara la strada raggiungesse Turbigo, Lonate Pozzolo, Gallarate, dove incrociava la via Mediolanum-Verbannus, Cassano Magnago e quindi Castel Seprio, da dove proseguiva per Como sui percorsi  indicati in precedenza.